# Chrysothricaceae
De Chrysothricaceae is een familie van schimmels uit de orde Arthoniales. De schimmels vormen samen met groenalg korstmossen. Soorten uit deze familie hebben een breed verspreidingsgebied maar komen voornamelijk voor in tropische gebieden. De wetenschappelijke naam is voor het eerst gepubliceerd in 1904 door Alexander Zahlbruckner.  

## Genera
- Amphilomopsis
- Byssocaulon
- Chrysothrix
- Peribotryon
- Pulveraria
- Temnospora[2]